# درنیک دانیلیان
درنیک مکرتچی دانیلیان (ارمنی: Դերենիկ Մկրտչի Դանիելյան؛ زاده ۴ مارس ۱۹۱۲ - درگذشته ۲۷ اوت ۱۹۹۴) مجسمه‌ساز اهل ارمنستان بود.

## زندگی‌نامه
وی در ۱۷ آوریل [سبک قدیمی: ۴ آوریل] ۱۹۱۲ در کاناکر به دنیا آمد و از دانشگاه اقتصاد پلخانف روسیه فارغ‌التحصیل گشت. وی همچنین برنده جوایزی همچون نقاش شایسته ارمنستان شوروی شد. وی در ۲۷ اوت ۱۹۹۴ در سن ۸۲ سالگی در ایروان درگذشت.

## آثار
- تالار آکادمی ملی اپرا و باله آلکساندر اسپنداریان

## نگارخانه

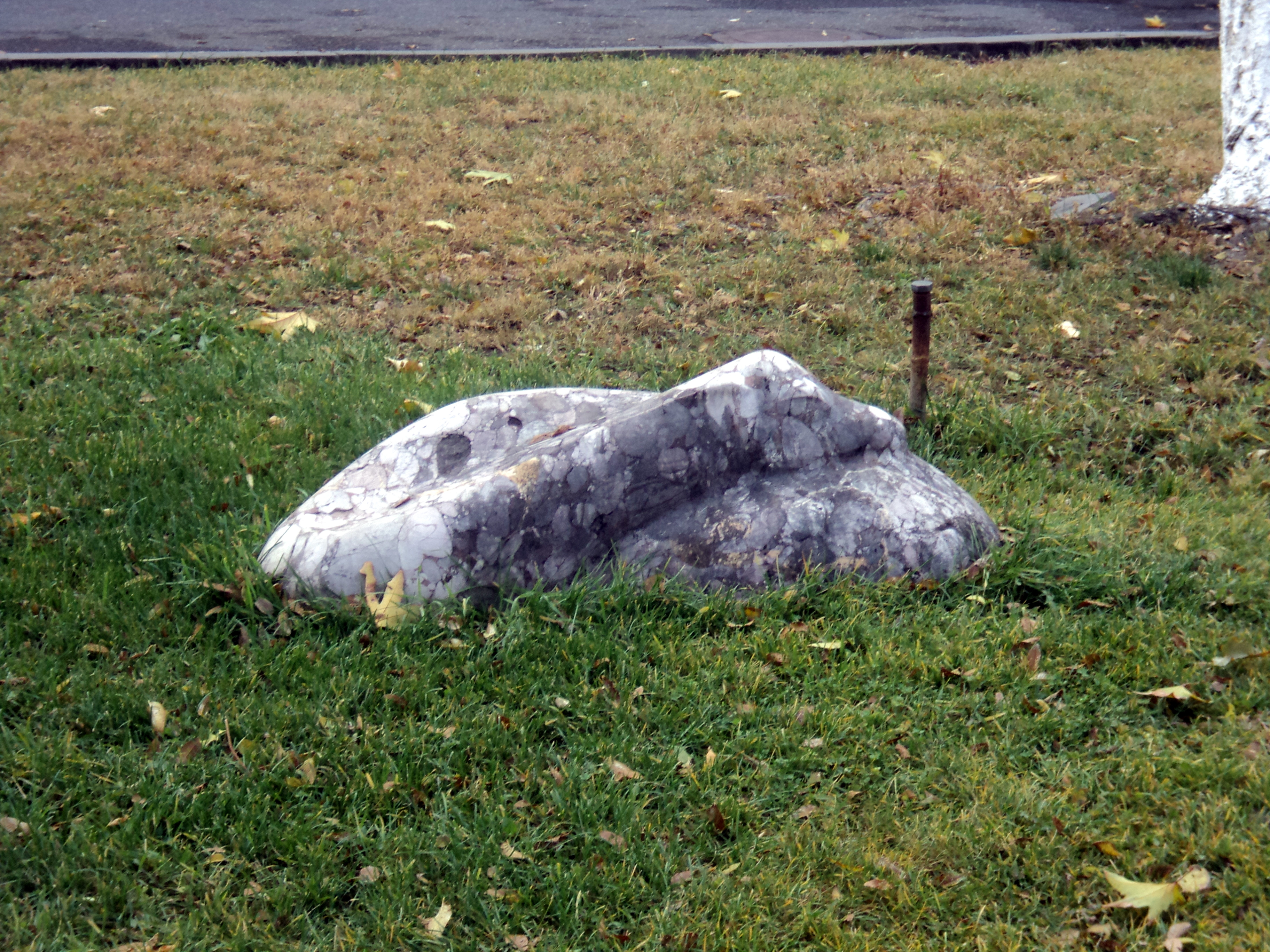
«مارال»,  جلوی تالار آکادمی ملی اپرا و باله آلکساندر اسپنداریان قرار دارد
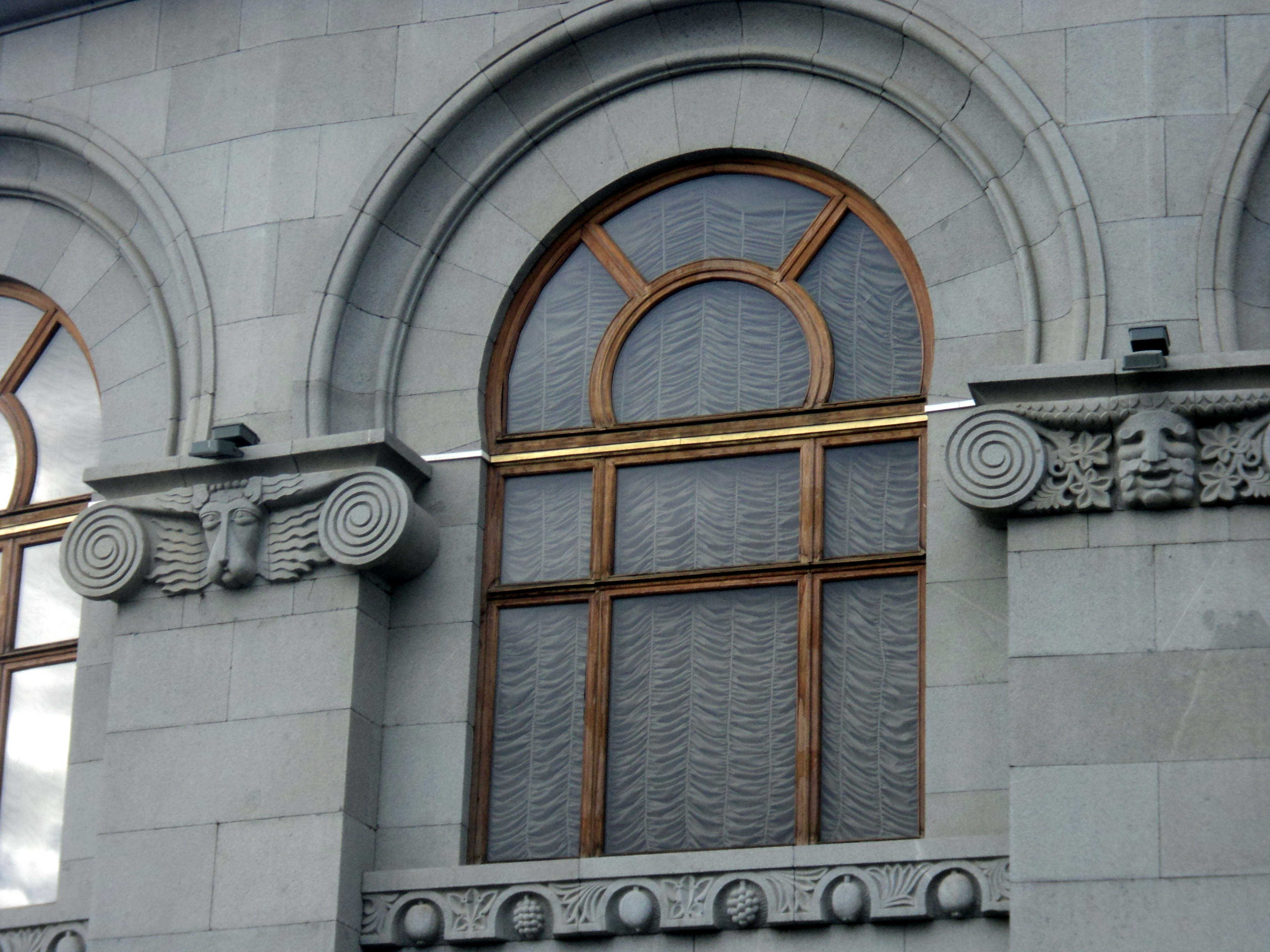
تزئینات ساختمان تالار آکادمی ملی اپرا و باله آلکساندر اسپنداریان
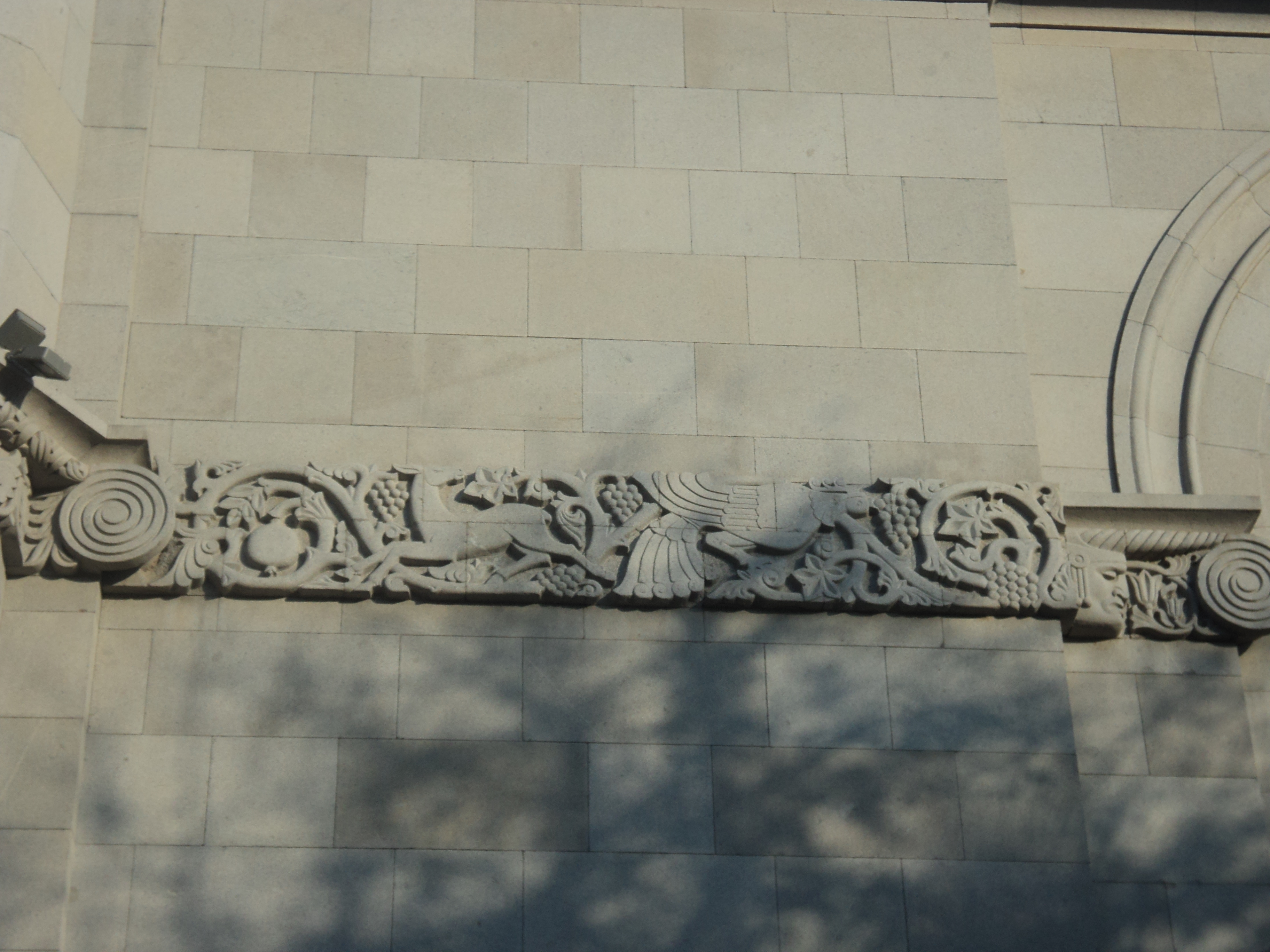
تزئیات ساختمان تالار آکادمی ملی اپرا و باله آلکساندر اسپنداریان